# اوکوبو، توکیو

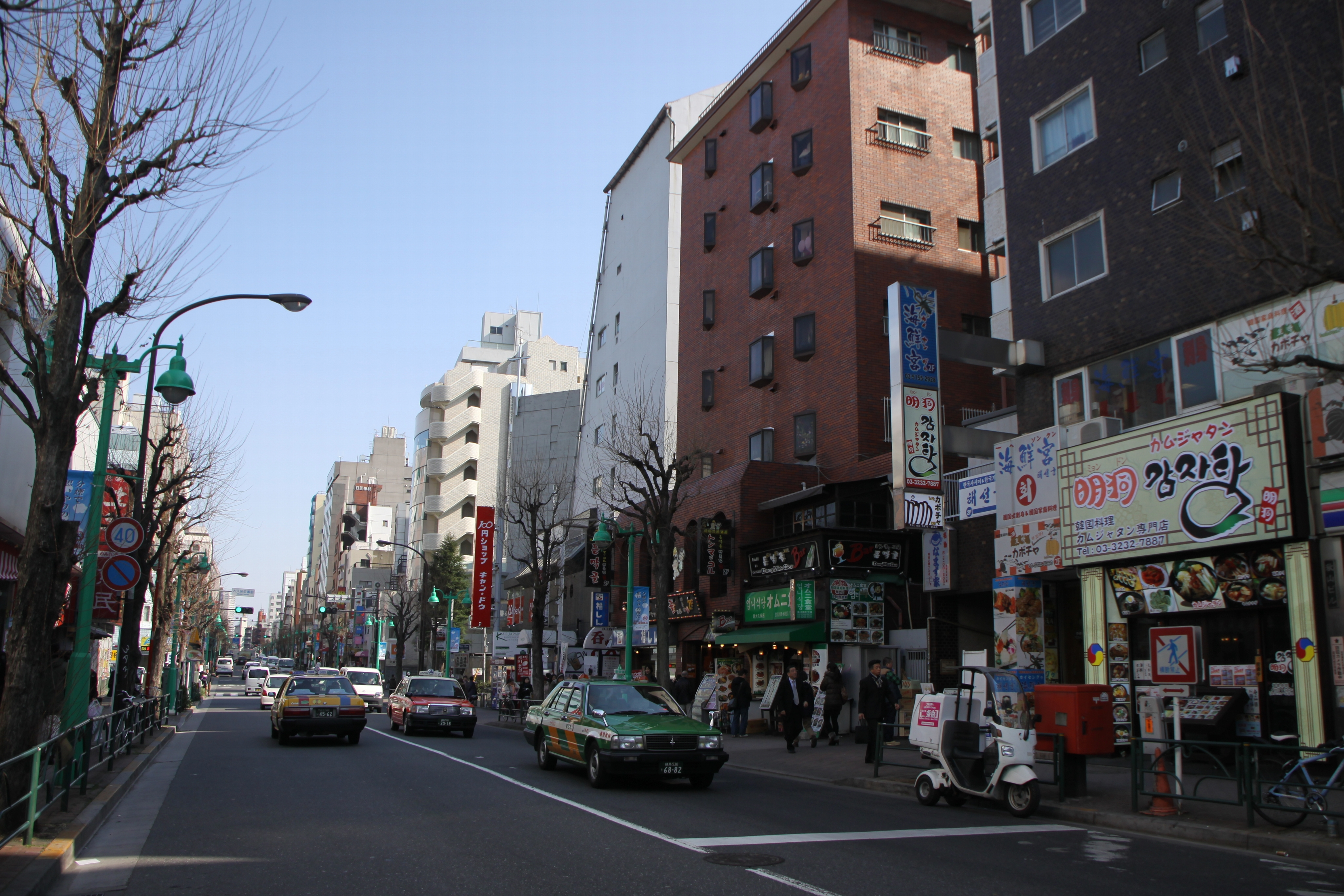
نمایی از اوکوبو، توکیو، محله‌ای در شینجوکو-کو، توکیو - ۲۰۱۱

اوکوبو، توکیو (انگلیسی: 新大久保 Ōkubo, Tokyo) محله‌ای در بخش توکیو شینجوکو-کو، توکیو است که به دلیل جامعه گسترده کره‌ای معروف است. این محله در اطراف ایستگاه ایستگاه شین-اوکوبو ساخته شده‌است و در خط یامانوته قابل دسترسی است.